# Lenda das Varas do Espírito Santo

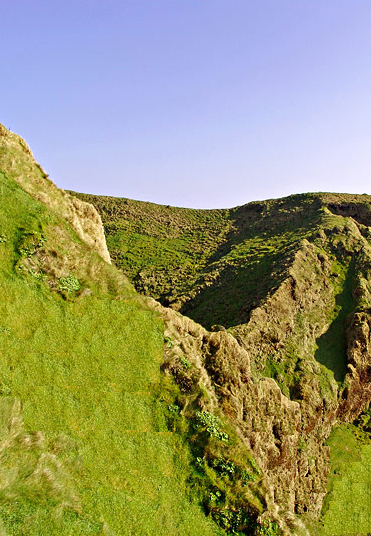
Algar do Montoso, Cordilheira Central da ilha de São Jorge.

A Lenda das Varas do Espírito Santo é uma tradição oral da ilha de São Jorge, nos Açores. Versa sobre as crenças do povo nas forças divinas, em que vêem Deus como protector e dominador das forças da natureza, mas que por súplica dos povos pode alterar as suas vontades e as manifestações da natureza.

## Lenda
Há muitos séculos, a população da ilha tinha caído num grande desleixo para com o seu semelhante: havia desavenças por todo e qualquer motivo e todo o tipo de abusos. Nas igrejas os padres pregavam pedindo penitência e humildade e anunciavam castigos de Deus. Mas o povo não se emendava, continuava com os seus abusos e desavenças, maltratando-se uns aos outros.
No dia 1 de Maio de 1808 começaram a sentir-se grandes tremores de terra por toda a ilha, aconteceram grandes terramotos. Toda a ilha era abalada com violência. No cimo da serra central da ilha deu-se então uma grande erupção. Cinzas vulcânicas e lavas desceram das serras, aterrorizando as populações que nas partes baixas da ilha viam as lavas incandescentes a vir na sua direcção. O castigo para os pecados tinha chegado, gritavam os padres nos altares e as pessoas de boa alma nas ruas.
Segundo reza a lenda, a erupção aconteceu próximo da localidade de Santo António, nas imediações do Pico da Esperança. Foram atiradas pedras incandescentes até grandes alturas e a lava correu vulcão abaixo numa ribeira lenta, muito quente e caudalosa, em direcção ao mar.
Nas aldeias muitas pessoas choravam e rezavam, impotentes, perante a violência da natureza. Outras desorientadas, corriam de um lado para o outro numa tentativa vã de encontrar abrigo. Foi então que um padre franciscano, dotado pela população do epíteto de "o Malagueta", e que tinha o cargo de guardião do convento e dos demais padres seculares, teve a ideia de todos, cheios de fé saírem numa procissão fazendo preces a Deus para que parasse a erupção. Com eles levavam coroa do Espírito Santo de um dos Impérios da Vila das Velas e iam dentro de um quadro formado por varas do Espírito Santo.
Seguiram pelas ruas da localidade de Santo António, cujas casas se encontravam no caminho do rio de lava. Aproximaram-se o mais possível da lava que corria lenta e pastosa, e nesse local atiraram as varas do Espírito Santo para o chão, de forma a que formassem um traçado, um caminho que queriam que a lava tomasse, que a levasse ao mar.
Fizeram-no com tanta fé que pouco depois o rio de lava começou a mudar a sua trajectória, encaminhando-se para o mar, seguindo assim o caminho traçado pelas varas do Espírito Santo. A população ainda chorosa e atónita, estarrecida de medo e admiração, começou a agradecer ao Divino Espírito Santo. Fizeram-Lhe muitas promessas por os ter protegido da lava.
Foi então assim, reza a lenda, que se começaram a fazer outros impérios e a distribuir muitas esmolas aos mais pobres por ocasião das festas do Espírito Santo.